# Welz (Linnich)
Welz ist der fünftkleinste Ortsteil der Stadt Linnich im Kreis Düren, zu der er seit der kommunalen Neugliederung im Jahre 1969 gehört.

## Geographische Lage
Die Ortschaft liegt in einem Tal zwischen Linnich und den beiden Ortsteilen Ederen und Rurdorf. Welz wird vom Merzbach, der an zwei Brücken mit Kraftwagen überquert werden kann, durchflossen. Der bewaldete kleine Hang in Richtung Rurdorf wird im Volksmund scherzhaft „Welzer Alpen“ genannt, der Hohlweg über diesen Hang „Grad“.
Bis zur Realisierung des Schengener Abkommens und des Europäischen Binnenmarkts gehörte der Ort zum Zollgrenzbezirk.

## Geschichte
Der Ort wurde um 1300 zum ersten Mal in einem Kirchenverzeichnis erwähnt.

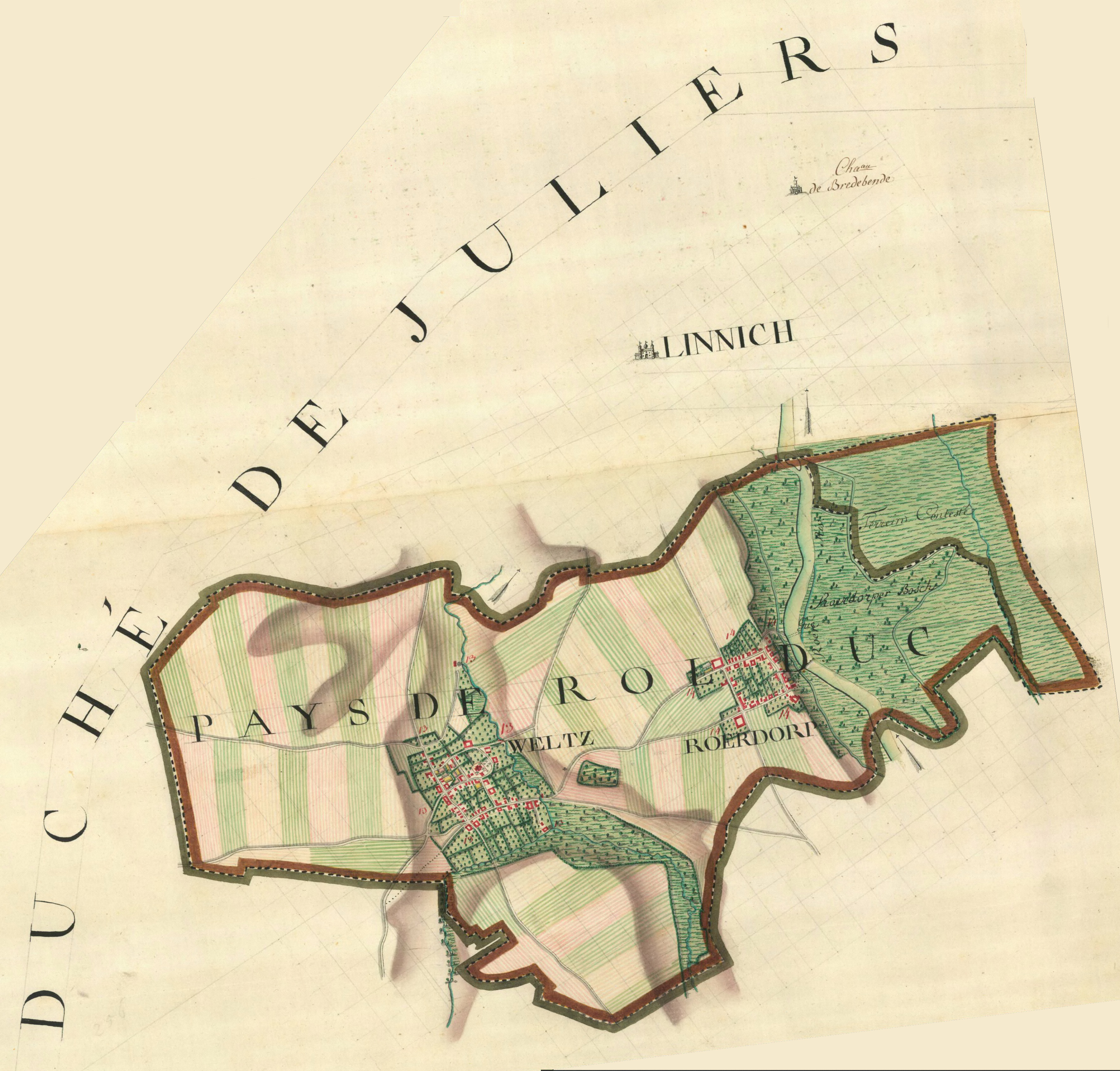
Die Herzogenrather Exklave Welz und Rurdorf auf der Ferraris-Karte (1771–1777)

Bis 1794 gehörte Welz mit seinem Nachbarort Rurdorf zur Herrschaft Herzogenrath; beide Orte bildeten somit eine Enklave im Herzogtum Jülich. Die Kommende des Deutschen Ordens in Siersdorf bei Baesweiler besaß einen Bauernhof in Welz. Durch die wechselvolle Geschichte Herzogenraths und den anderen Landen von Übermaas gehörte Welz im Verlauf seiner Geschichte zum Herzogtum Limburg, zum Burgundischen Kreis, zu den spanischen Niederlanden und den österreichischen Niederlanden. Bedingt durch seine ehemalige Zugehörigkeit zum Herzogtum Limburg lag die Mairie Welz während der Franzosenzeit von 1795 bis 1814 im Kanton Rolduc (Herzogenrath), Arrondissement Maastricht, Département Niedermaas (Meuse-Inférieure). Somit war Welz eine Enklave im Rur-Département. 1816 wurde Welz Sitz einer preußischen Bürgermeisterei im Kreis Jülich.
Die Gemeinde Welz wurde 1936 in das neue Amt Linnich-Land eingegliedert, 1946 wurde das Amt Linnich gebildet. Am 1. Juli 1969 wurde Welz im Rahmen der kommunalen Neugliederung in die Stadt Linnich eingemeindet.

## Religion
Die katholische Kirche ist Sankt Lambertus geweiht. Die Kollatur oblag bis 1794 (?) zunächst der Deutschordenskommende Siersdorf und später der Deutschordenskommende St. Aegidius in Aachen, welche der Deutschordensballei Alden Biesen unterstellt waren. Bis 1818 gehörte die Pfarrei Welz zur Diözese Lüttich.

## Wirtschaft
Welz ist regional bekannt für die von der Familie Jacobsen geführte 1828 gegründete Privatbrauerei und Brennerei, welche nach der Schließung der Brauereien in Aachen und Waldfeucht-Haaren als die westlichste Brauerei Deutschlands gilt.

## Verkehr
Seit dem 1. Juli 1997 gibt es den „Bürgerbus Linnich e. V.“, der die zum Stadtgebiet gehörenden Ortschaften mit dem Stadtzentrum verbindet. Außerdem fahren die AVV-Linien 278 und 279 des Rurtalbus durch den Ort, teilweise als Rufbus beziehungsweise Anruf-Sammel-Taxi. Bis zum 31. Dezember wurde die Linie 278 von der Dürener Kreisbahn, die Linie 279 vom BVR Busverkehr Rheinland bedient.
| Linie      | Verlauf |
| ---------- | --- |
| 278        | Linnich-SIG Combibloc – Linnich Rathaus – Rurdorf – (Welz – Ederen – Freialdenhoven) / Merzenhausen – Aldenhoven Markt – Gesamtschule |
| 279        | (Jülich Schulzentrum – Krankenhaus –) Jülich Bf/ZOB – Jülich Neues Rathaus – Walramplatz – Neubourheim – Koslar – Barmen – Merzenhausen – Ederen – Welz – (Floßdorf ←) Rurdorf – Linnich Rathaus – Linnich-SIG Combibloc                                                  |
| RufBus 278 | Rufbus: Linnich-SIG Combibloc – Rurdorf – Welz – Ederen – Freialdenhoven – Aldenhoven (Sa tagsüber) |
| RufBus 279 | Rufbus: Jülich Bf/ZOB – Jülich Neues Rathaus – Walramplatz – Koslar – Barmen – Merzenhausen – Ederen – Welz – Rurdorf – Linnich-SIG Combibloc (Sa tagsüber) |
| AST        | AnrufSammelTaxi: Mo–Fr abends, Sa nachmittags/abends, So Jülich Bf/ZOB – Jülich Innenstadt – Koslar / Merzenhausen – Barmen – Floßdorf / Erzelbach / Boslar – Welz / Ederen / Rurdorf – Kofferen / Hottorf – Gereonsweiler – Gevenich / Kiffelberg – Glimbach – Körrenzig |

Die Kreisstraße 12 führt durch den Ort und verbindet ihn mit den Nachbarorten Rurdorf und Ederen.

## Kultur und Sehenswürdigkeiten

### Bauwerke
- Das optisch auffälligste Bauwerk des Ortes ist der Funkturm des ehemaligen Warnamtes V, welches von 1957 bis in die 1990er Jahre tätig war. Von hier sendet heute Radio Rur sein Radioprogramm für den Kreis Düren auf UKW 107,5 MHz. Des Weiteren dient er als Sendemast für den Mobilfunk.
- Die Gebäude des ehemaligen Warnamtes werden nun von der Bundespolizei genutzt.
- Die Kirche St. Lambertus

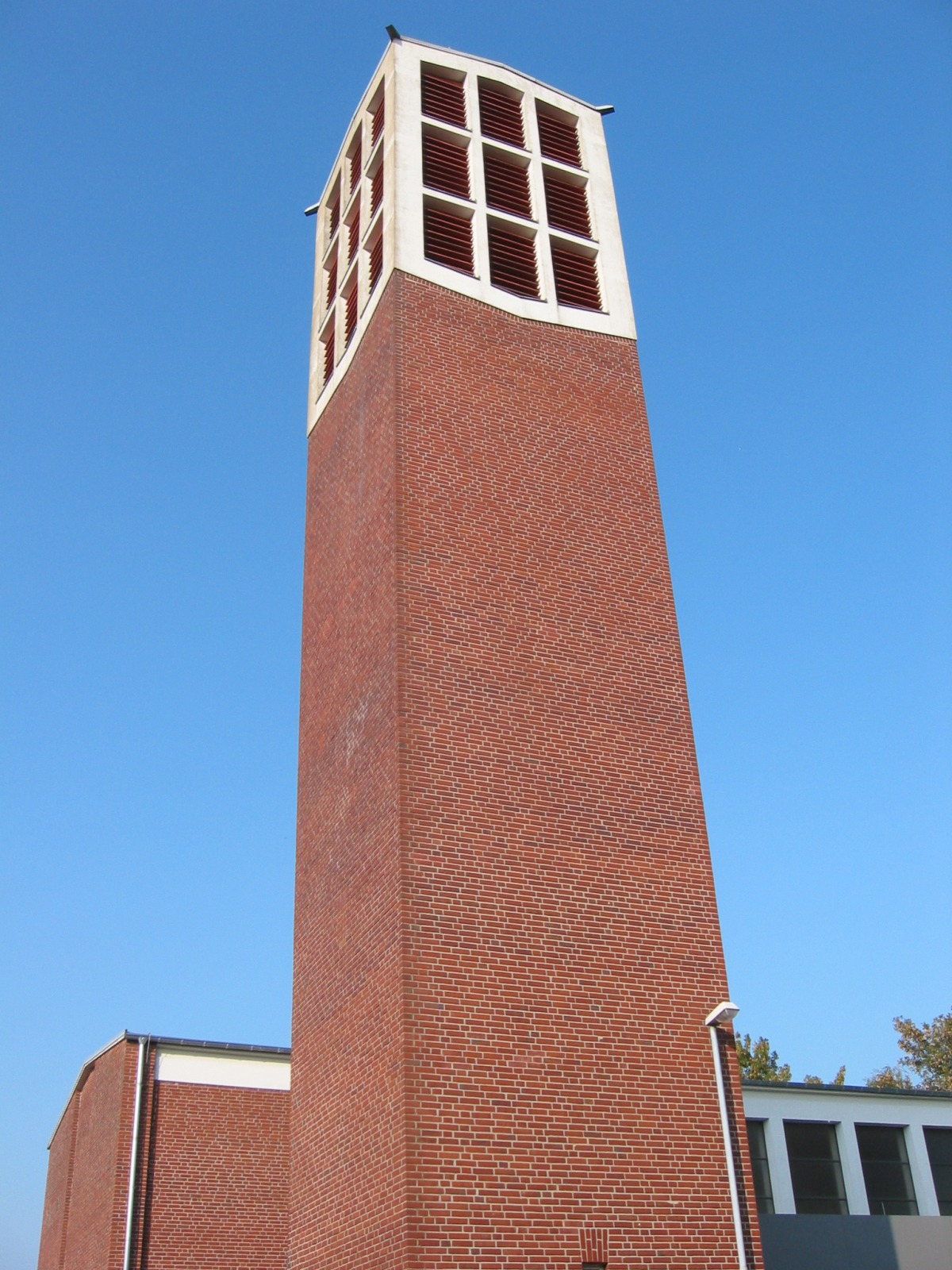
Katholische Kirche
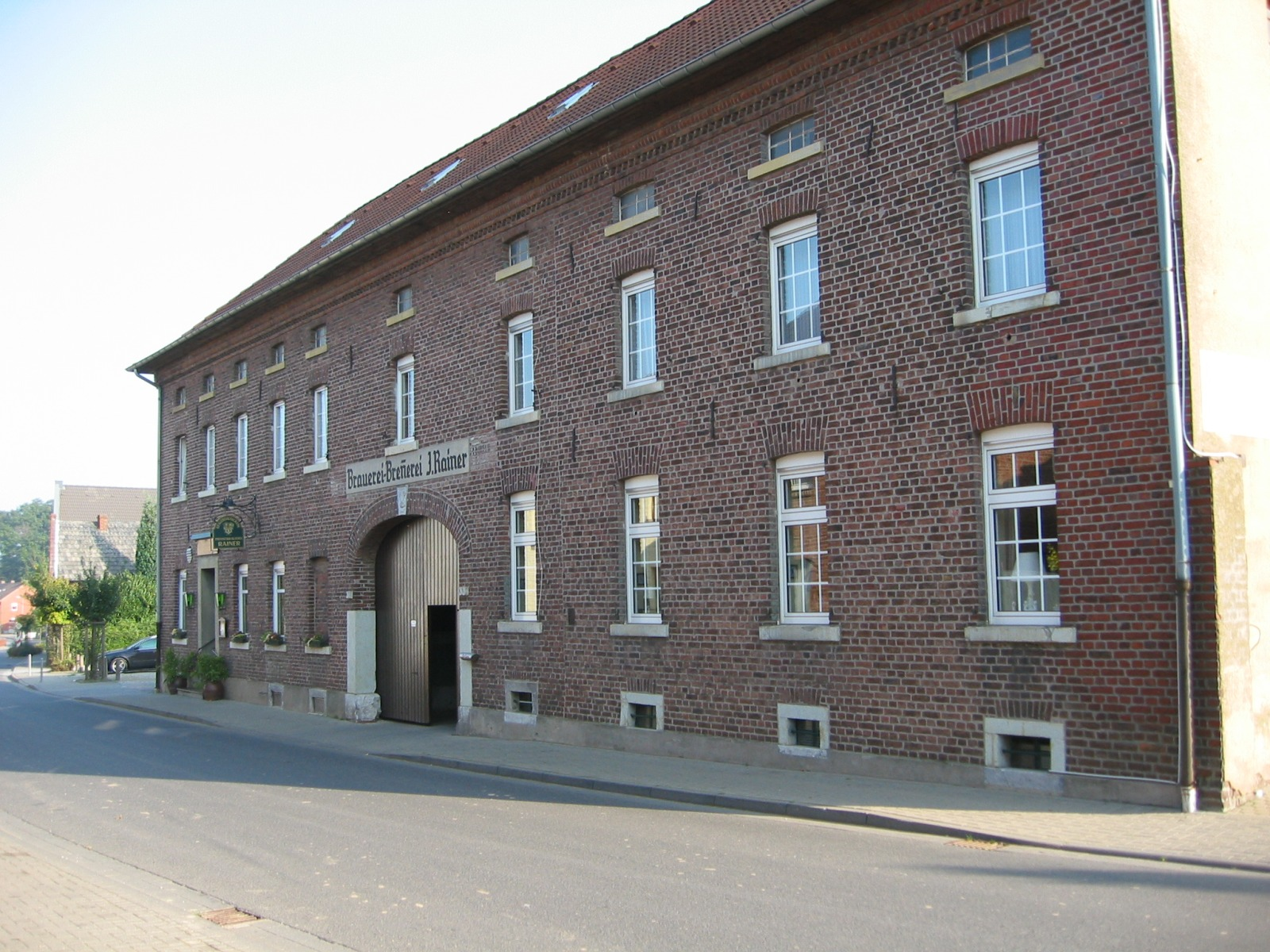
Welzer Brauerei
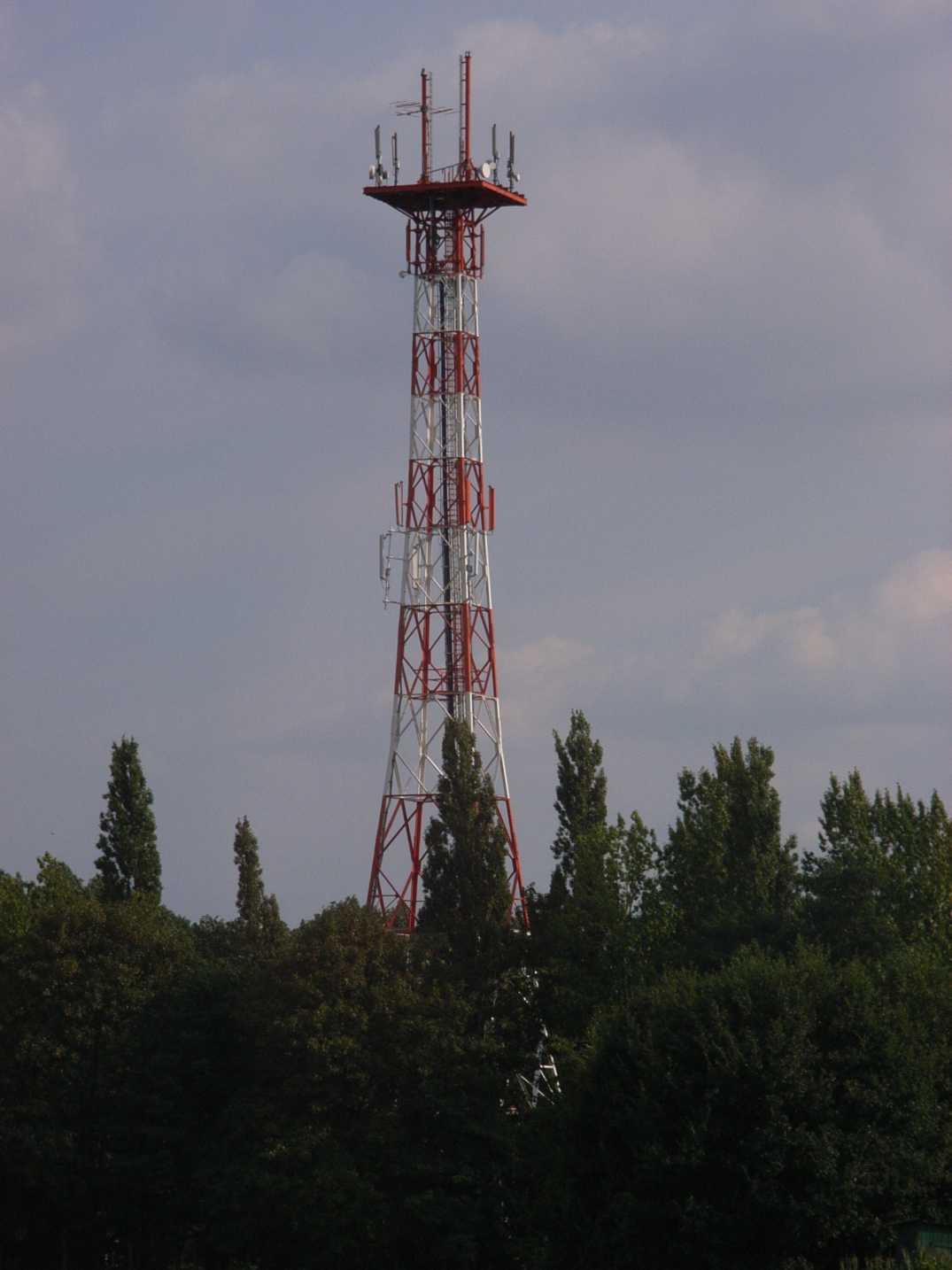
Welzer Funkturm

### Vereine und Gemeinschaften
- Dorfverein Welz e. V.
- Freizeit-Sport-Verein (FSV) Welz
- Interessengemeinschaft Welzer Karneval
- Katholische Frauengemeinschaft Welz
- Kirchenchor Welz
- St. Lambertus Schützengesellschaft Welz e. V.
- Taubenverein Welz e. V.
- Welzer Jugendinitiative e. V.
- Welz aktiv